# Lasiogyia xanthozonata
Lasiogyia xanthozonata là một loài bướm đêm trong họ Crambidae.